# Cartierul Gării, Târgu Mureș
Cartierul Gării (maghiară Állomás-negyed) este un cartier din Târgu Mureș.

## Artere
Străzile cele mai importante sunt:
- Strada Gheorghe Doja, care traversează sudul orașului, continuând cu DN15 spre Cluj

## Istoric
Gara Târgu Mureș, despre care a primit numele acest cartier, a fost dată în folosință în anul 1871, odată cu inaugurarea liniei Războieni–Târgu Mureș.  Potrivit documentelor, Piața Gării din cartier a fost numit în 1880 ca „Vasúti indóház felé vezető utcza”  (în română Strada care se duce la gară), însă între 1900-1920 și 1940-1964 a purtat numele filantropului și guvernatorului, Imre Mikó. Denumirea actuală este folosită din 1974. Strada Gheorghe Doja din cartier este amintită în 1645 ca Köves út. Numele după conducătorul secui al răscoalei țăranilor din Regatul Ungariei, a primit în 1948 sub forma de Dózsa György, în 1966 fiind modificată în Gheorghe Dózsa, iar în 1977 a devenit Gheorghe Doja.
Pe lista monumentelor istorice din județul Mureș se află mai multe clădiri construite în cartierul Gării în perioada dualismului austro-ungar. Între acestea se află casele Csiszár (MS-II-m-B-15498) și Csonka (MS-II-a-A-15499), respectiv atelierele micilor meseriași (MS-II-m-B-15497). 

Imagini de epocă
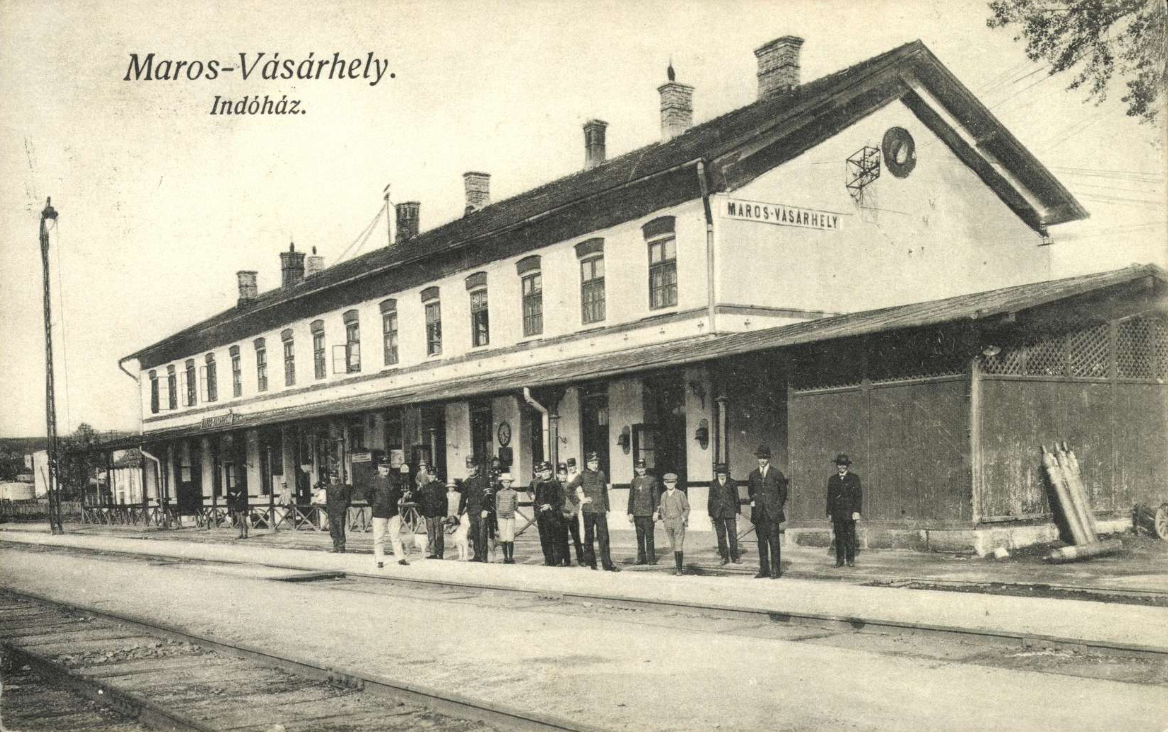
Gara (1915)
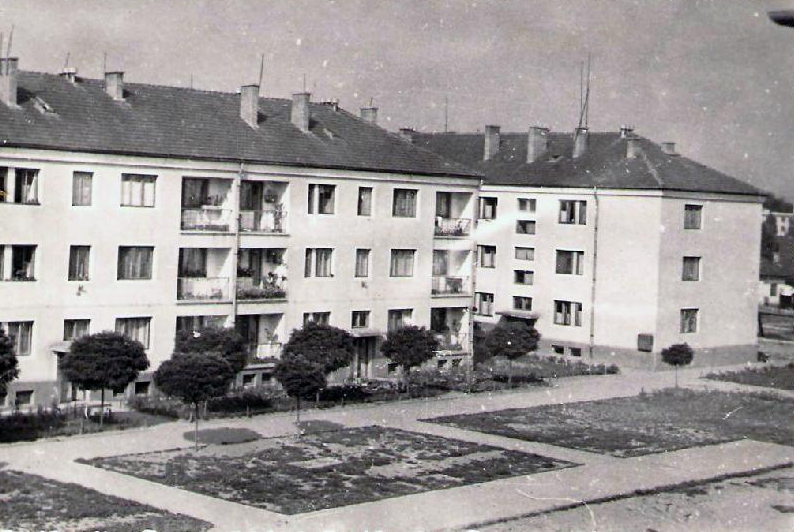
Blocurile în anii 1960

## Instituții
- Ambulatoriul de specialitate CFR
- Piscina

## Imagini

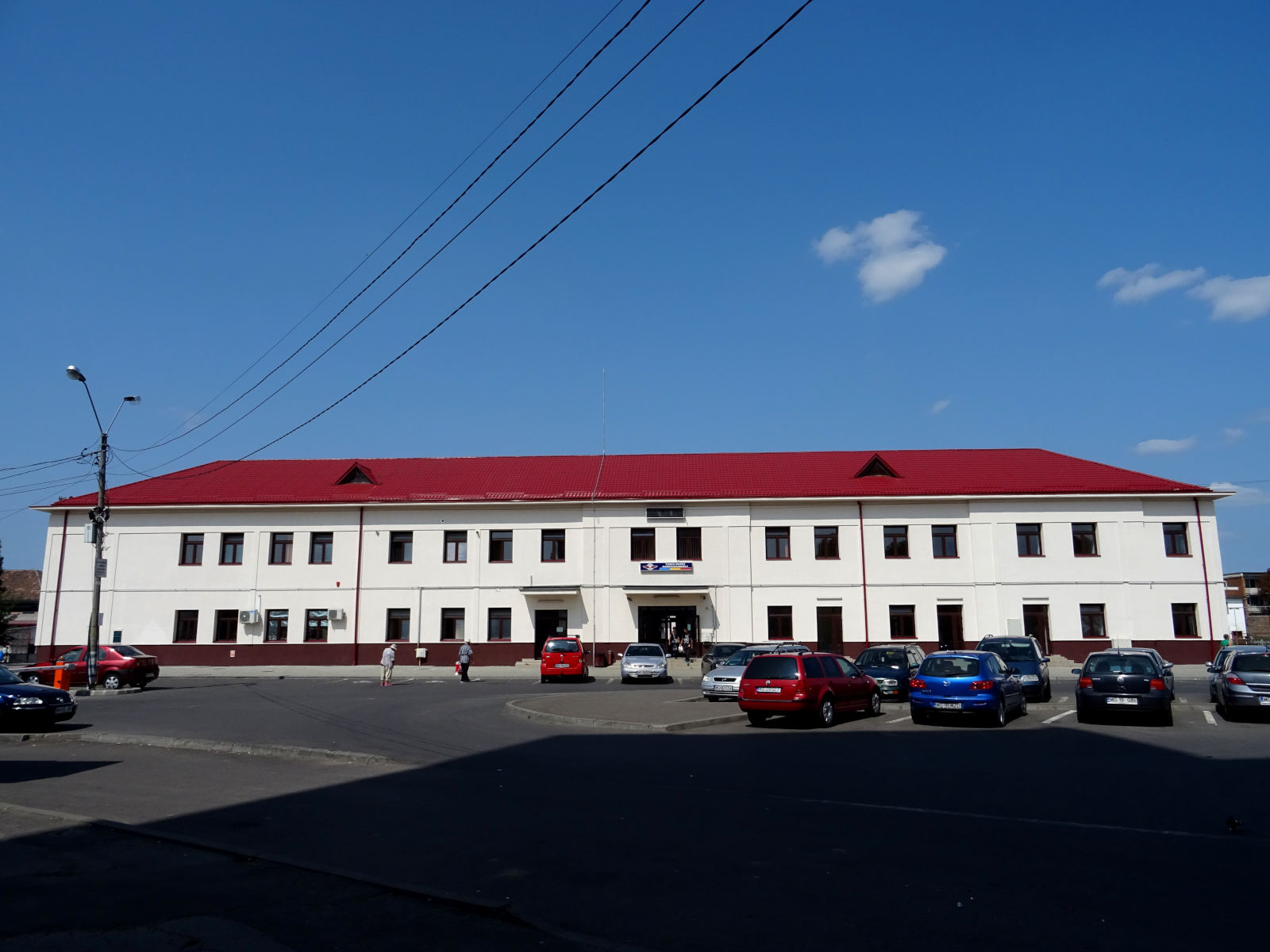
Gara Mare din Târgu Mureș
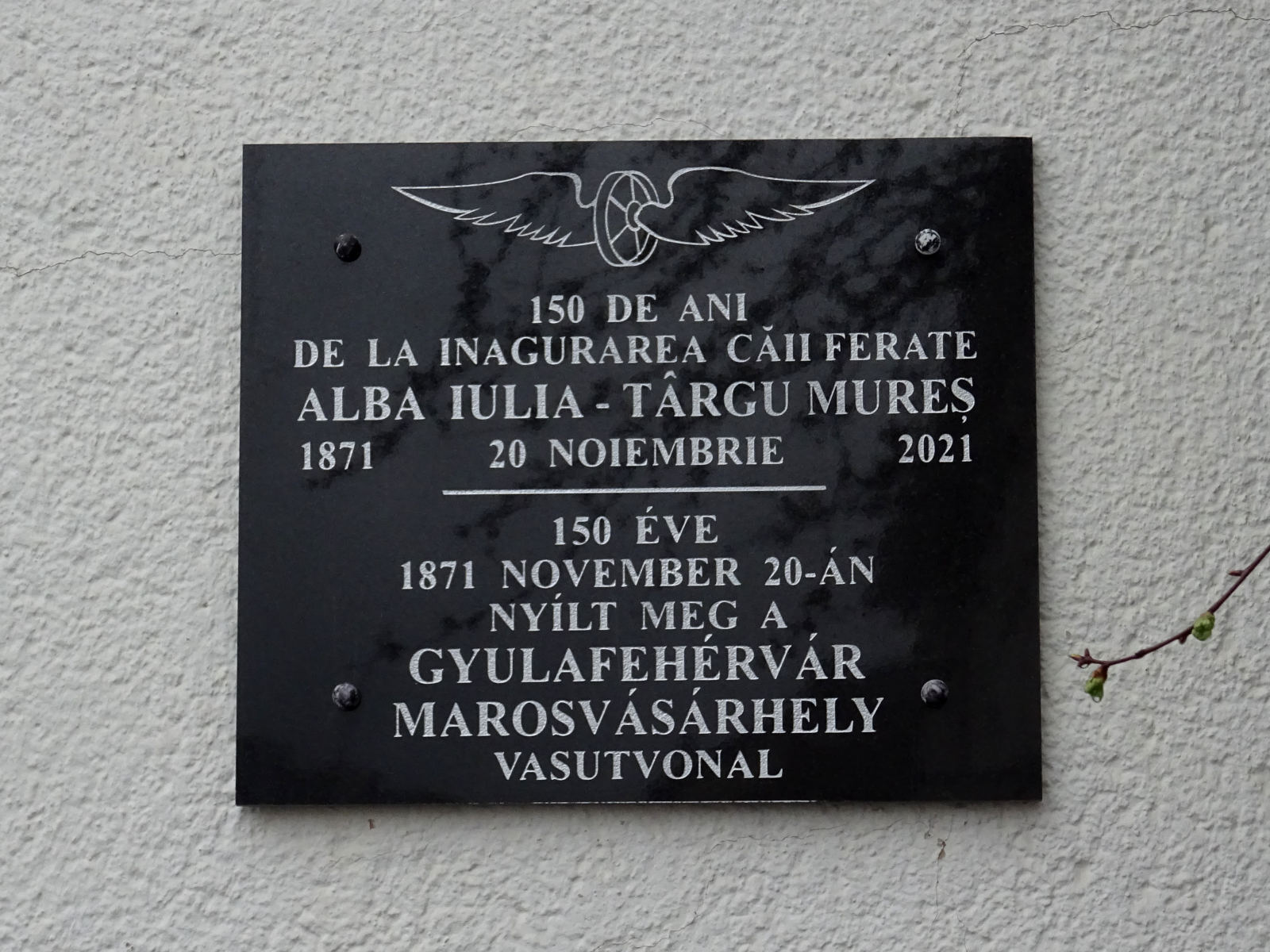
Placă memorială dezvelită cu ocazii împlinirii a 150 ani de la inagurarea CF
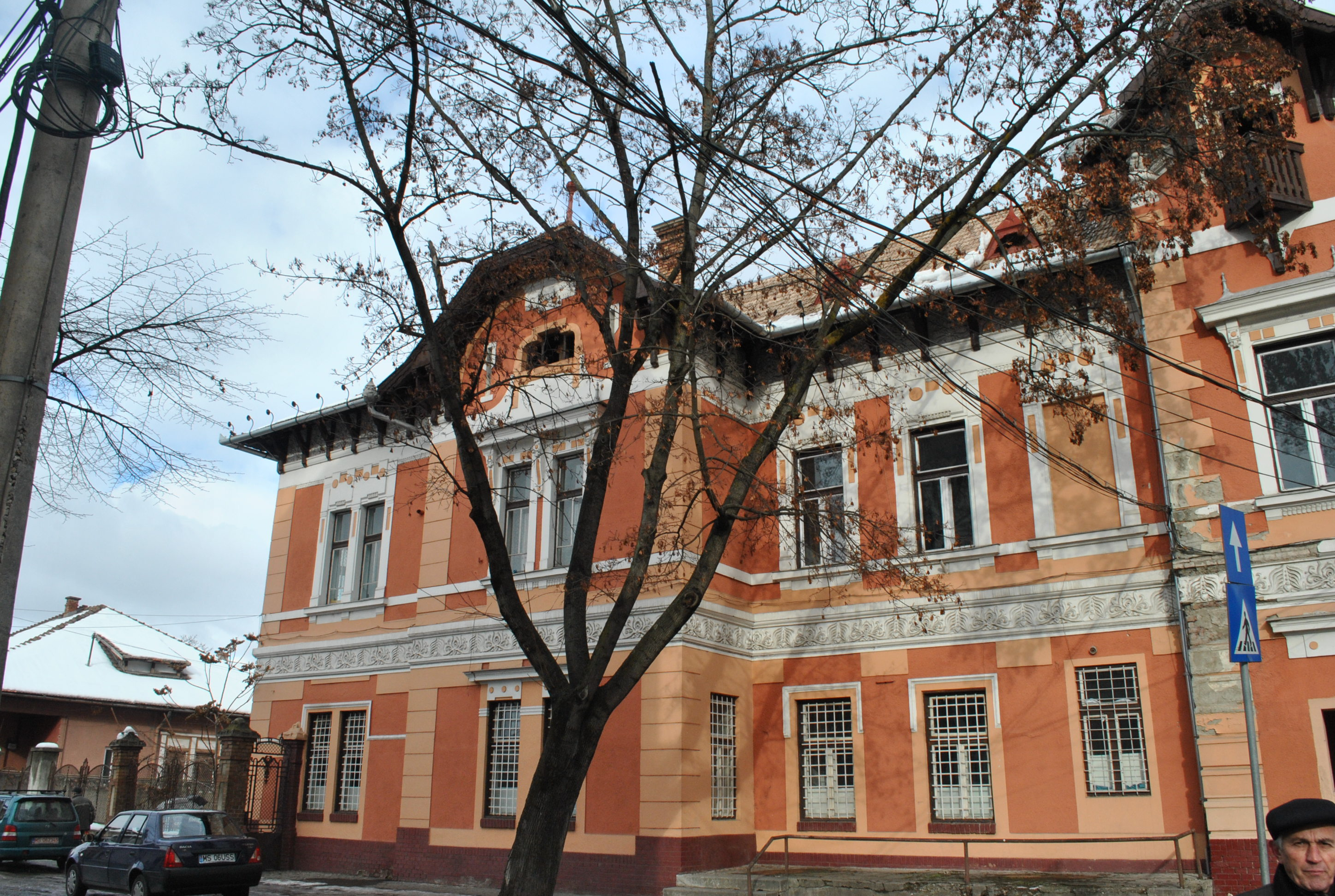
Casa Csiszár
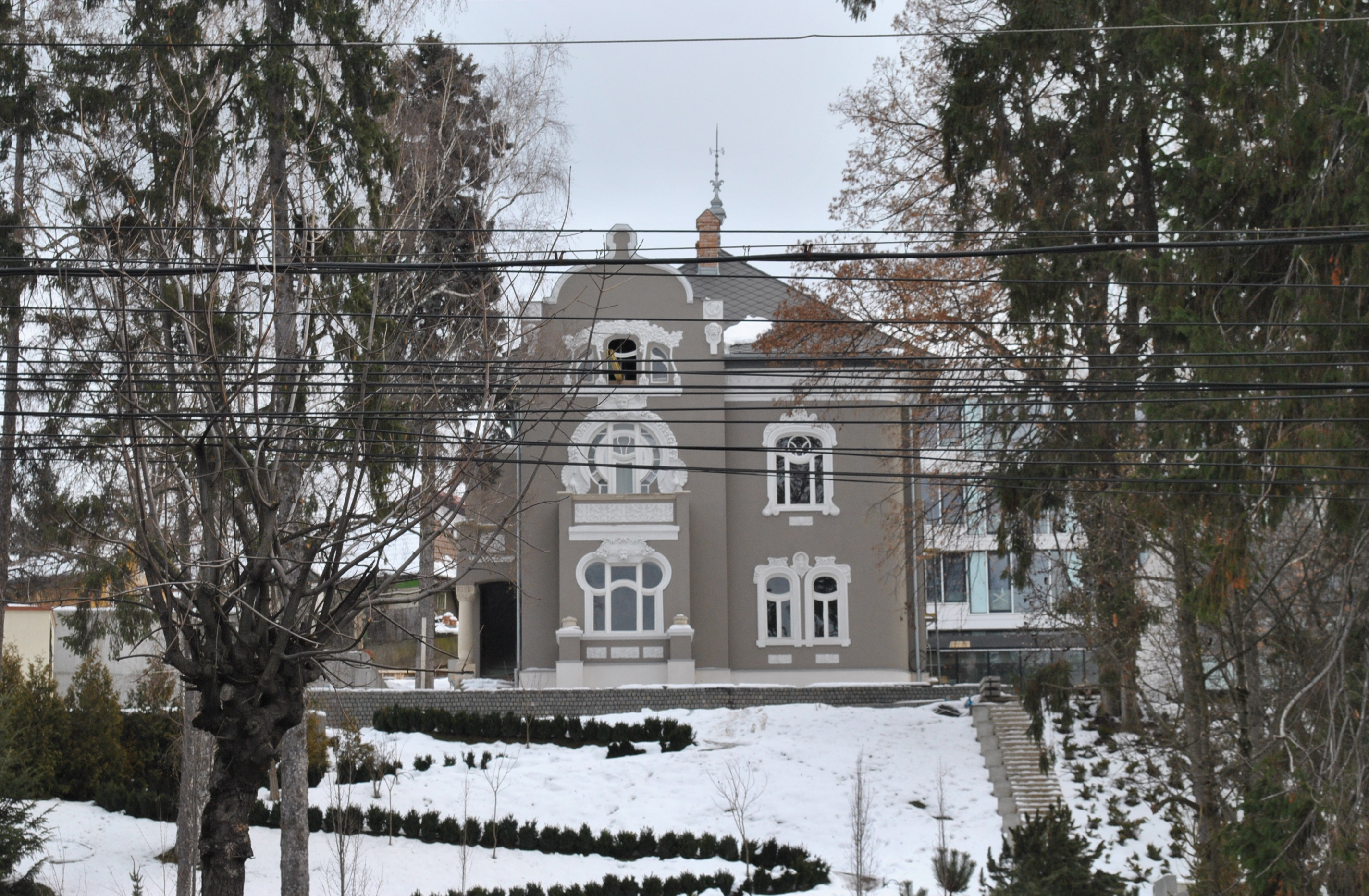
Vila Csonka